# If You Listen Carefully the Music Is Yours
If You Care Careely the Music Is Yours ist ein Jazzalbum von Gard Nilssen’s Supersonic Orchestra. Die am 19.  Juli 2019 auf dem Molde International Jazz Festival entstandenen Aufnahmen erschienen am 2. April 2020 auf Odin Records.

## Hintergrund
Der norwegische Schlagzeuger Gard Nilssen erhielt die Gelegenheit, für das Jazzfestival von Molde im Sommer 2019 eine 16-köpfige Big Band zusammenzustellen. Bei der dortigen Premiere des Orchesters entstand der Mitschnitt If You Care Careely the Music Is Yours, das Debütalbum des sechzehnköpfigen Ensembles Gard Nilssen’s Supersonic Orchestra. Auffallend an dieser Band sei die rhythmische Ausrichtung, notierte John Eyles; so spielen alle seine Mitglieder auch Perkussionsinstrumente und gleich drei Musiker sind Schlagzeuger, darunter auch Gard Nilssen selbst. Des Weiteren spielen drei Kontrabassisten in diesem Orchester. Die restlichen zehn Mitglieder spielen alle Holz- oder Blechblasinstrumente – sieben Saxophonisten (drei davon doppelt auf der Klarinette), zwei Trompeter und ein Posaunist. Es fehlen – im Vergleich zu anderen Ensembles ähnlicher Größe – Harmonieinstrumente wie Piano, Keyboards oder Gitarre. Drei der gespielten Stücke- „Botteknott“, „Elastic Circle“ und „Jack“ – wurden zuvor von Nilssens Trio Acoustic Unity aufgenommen, das Nilssen und André Roligheten zusammen mit Petter Eldh umfasste und wiederum einer der drei am Album mitwirkenden Bassisten ist.
Gard Nilssen kommentierte seine Arbeitsweise „Man kann in einer Big Band so viele verschiedene Sounds, Texturen und Konstellationen erhalten, dass es praktisch unendlich ist. Und wenn die Musiker so fantastisch sind wie die in Supersonic, können ihre Arrangements eher dynamisch als starr sein - die Musik kann wilder und spontaner sein als es in Big Bands üblich ist.“

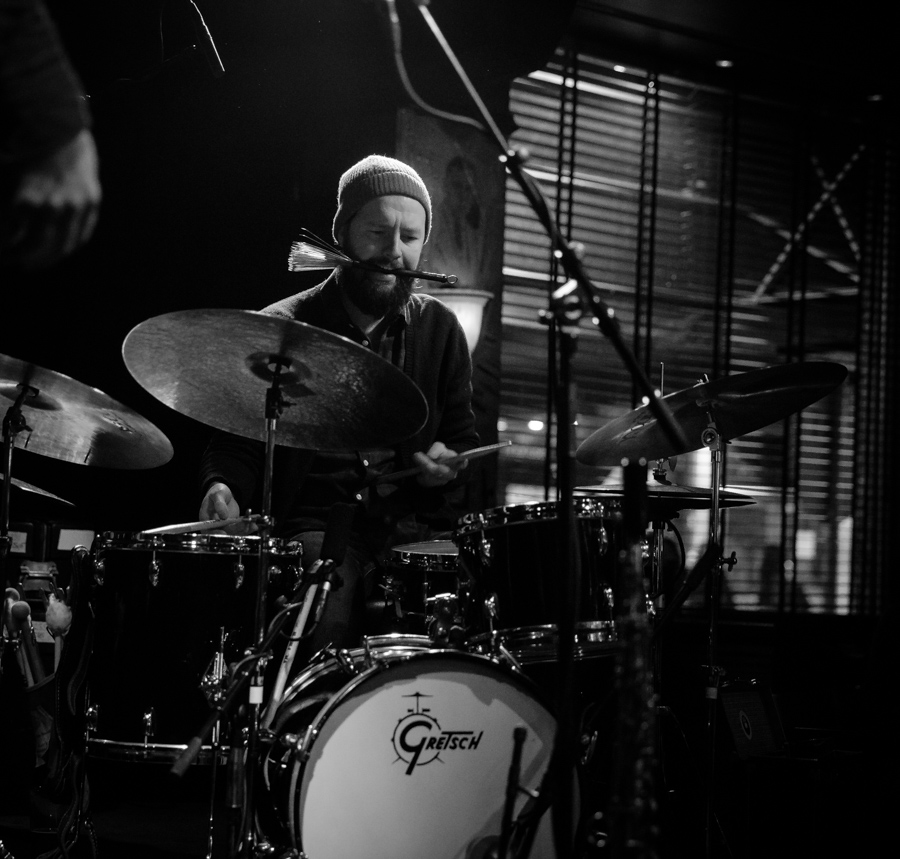
Gard Nilssen 2018

## Titelliste
- Gard Nilssen's Supersonic Orchestra: If You Listen Carefully the Music Is Yours (Odin ODINLP9572)[2]

1. Premium Processing Fee 10:20
2. Bøtteknott Elastic Circle 13:12
3. Teppen Dance 11:02
4. The City of Roses 9:03
5. Jack 7:56
6. Bytta Bort Kua Fikk Fela Igjen 13:52

Alle Kompositionen stammen von Gard Nilssen und André Roligheten.

## Rezeption

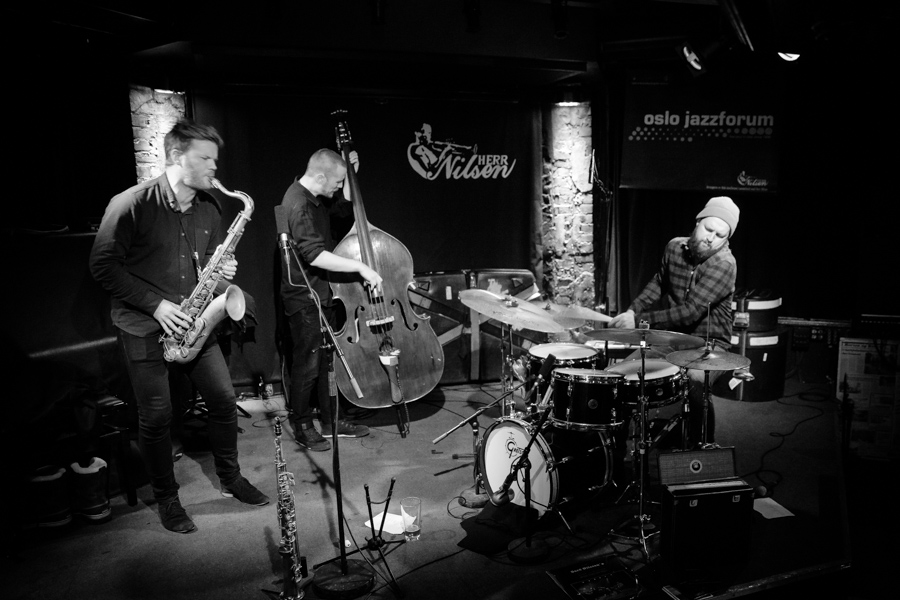
André Roligheten und Petter Eldh mit Gard Nilssen's Acoustic Unity 2018

Dave Sumner zählte das Album zu den besten Neuveröffentlichungen des Jahres 2020 und schrieb, diese Musik sei „Feuer - Schönheit wird unter unbeständigen Bedingungen lebendig. Es ist ein großer Klang mit einer großen Präsenz und einer Stimme, die in den Himmel schreit.“
Nach Ansicht von John Eyles, der das Album in All About Jazz rezensierte, sind die Kompositionen abwechslungsreich und bilden „eine nahezu perfekte Balance zwischen strukturierten Passagen und freieren improvisierten Bläserabschnitten, immer in der Gewissheit, dass sich die Rhythmusabteilung um das Geschäft kümmert.“ Mit drei Schlagzeugern und Bässen sei keiner von ihnen an die Rolle des Zeitnehmers gebunden, sodass sie alle kreativ zur Musik beitragen könnten, so der Autor. Das Endergebnis habe einen genau definierten Impuls, der jedoch nicht starr metrisch  ausgerichtet sei. Die Musik hier mache deutlich, „dass dieses Ensemble die Form gebrochen und die Regeln dramatisch geändert hat,“ so das Resümée des Autors.
Michael Tucker schrieb im Jazz Journal, Maciej Obara sei in einer atemberaubenden Stunde mit wild frei gebrannter und tonal angemessener, jubelnder und kontemplativer Musik präsent, die von Nilssen und dem norwegischen Saxophonisten André Roligheten komponiert und arrangiert wurde. Die Gesamtheit seiner Arbeit hier kann nur dazu beitragen, seinen aufkeimenden Ruf zu verbessern.
Die Zeitschrift Jazzwise verlieh dem Album drei Sterne; in der Begründung hieß es: „Schlagzeuger Gard Nilssen startet diese aufgeladene 16-köpfige nordische Big Band, deren Breitbild-Klang vom Art Ensemble of Chicago über Mingus bis hin zu Fela Kuti inspiriert ist.“
Peter Kaiser schrieb in Skug, ein Supersonic Orchestra passe natürlich perfekt ins Klangbild der klanglichen Überwältigungen.  Nilssens Supersonic Orchestra sei musikalisch frei angelegt, doch die gemeinsam mit dem Saxophonisten André Roligheten komponierten bzw. arrangierten Passagen, jede Menge effektvoll an- und abschwellende Glissandi der Holz- und Blechbläser-Sektionen, blieben stets klar strukturiert. Die Traditionen swingen mit, so der Autor. Und freilich sei das Arkestra die Referenz, aber auch Charles Mingus.